# تيزيانو بولينغي
تيزيانو بولينغي (بالإيطالية: Tiziano Polenghi)‏ (26 سبتمبر 1978 في إيطاليا - ) هو لاعب كرة قدم إيطالي في مركز الدفاع. لعب مع إنتر ميلان ونادي ساسولو ونادي ساليرنيتانا ونادي كريمونيسي ونادي ليتشي ونادي مونزا ونادي نوفارا وAS Giana Erminio ‏ وACD Castel di Sangro Cep 1953 ‏ وSantarcangelo Calcio ‏.